# 兰洛珠单抗
兰洛珠单抗（INN：Landogrozumab；开发代号：LY2495655），或译兰度古珠单抗，是一种人源化单克隆抗体和实验药物，设计用于治疗肌肉萎缩性疾病。该药物由礼来公司开发。